# Leonarda Balog
Pour les articles homonymes, voir Balog.
 (juin 2024).
Si vous disposez d'ouvrages ou d'articles de référence ou si vous connaissez des sites web de qualité traitant du thème abordé ici, merci de compléter l'article en donnant les références utiles à sa vérifiabilité et en les liant à la section « Notes et références ».
Leonarda Balog, née le 5 février 1993 à Križevci en Croatie, est une footballeuse internationale croate qui joue au poste de défenseure centrale dans le club autrichien du SKN Sankt Pölten.

## Biographie

### En club
Leonarda Balog commence le football en 2005 au sein du club de sa ville natale, le ŽNK Plamen Križevci. En 2009, elle s'engage en première division croate au ŽNK Osijek. Deux ans plus tard, elle s'engage avec le champion de Pologne, le RTP Unia Racibórz.
En 2013, elle joue au 1. FFC Recklinghausen (en Allemagne), puis retourne en Pologne pour jouer avec le Zagłębie Lubin de 2014-2016. Elle joue ensuite une saison en Suisse au FC Neunkirch, puis retourne en Croatie au ŽNK Osijek pour la saison 2018-2019.
En 2019, elle s'engage en Autriche au SKN Sankt Pölten.

### En équipe nationale
Après quelques matchs avec les U17 et U19 croates, elle est sélectionnée dès 2009 avec l'Équipe de Croatie féminine de football.

## Palmarès
SKN Sankt Pölten: Championne d'Autriche en 2023, 2024 et 2025